# オグロオトメエイ
オグロオトメエイ (Pateobatis fai) はアカエイ科に属するエイの一種。インド太平洋の熱帯域に広く分布すると推測される。底生魚であり、70 mより浅いサンゴ礁近くの砂地によく見られる。一つの場所に留まる傾向が強い。体盤は菱形で、長さより幅の方が広い。吻端は鈍角で、尾は非常に長く鞭状。背面には小さな棘が並び、体色は灰色から茶色がかったピンク色。尾の棘より後方は暗い色となる。最大で幅1.8 m、全長5 mになる。
群居性で、他の大型エイと共に群れを作ることもある。主に甲殻類を食べるが、他の底生の無脊椎動物や硬骨魚も食べる。無胎盤性の胎生で、胎児は母体から分泌される子宮乳で育つ。分布域の広範囲で、多くの個体が様々な漁具によって混獲されている。 エコツーリズムの対象ともなっている。IUCNは保全状況を危急種としている。

## 分類

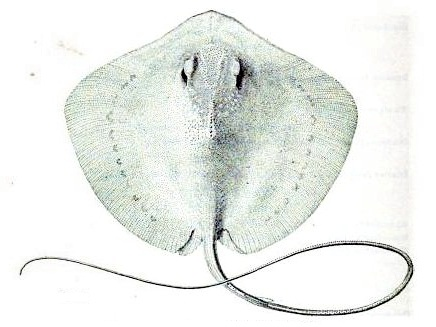
1906年の記載時のイラスト

アメリカの魚類学者であるデイビッド・スター・ジョーダンとAlvin Sealeによって、1906年のBulletin of the Bureau of Fisheriesにおいて、サモアのアピア沖で採集された幅37 cmの個体に基づいて記載された。種小名 fai は、サモア、トンガ、フツナ島、タヒチ等で用いられるポリネシア諸語で「アカエイ類」を意味する。他の英名として"Tahitian stingray"がある。2016年、本種は旧オトメエイ属Himanturaから新設されたPateobatis属に移動された。

## 形態

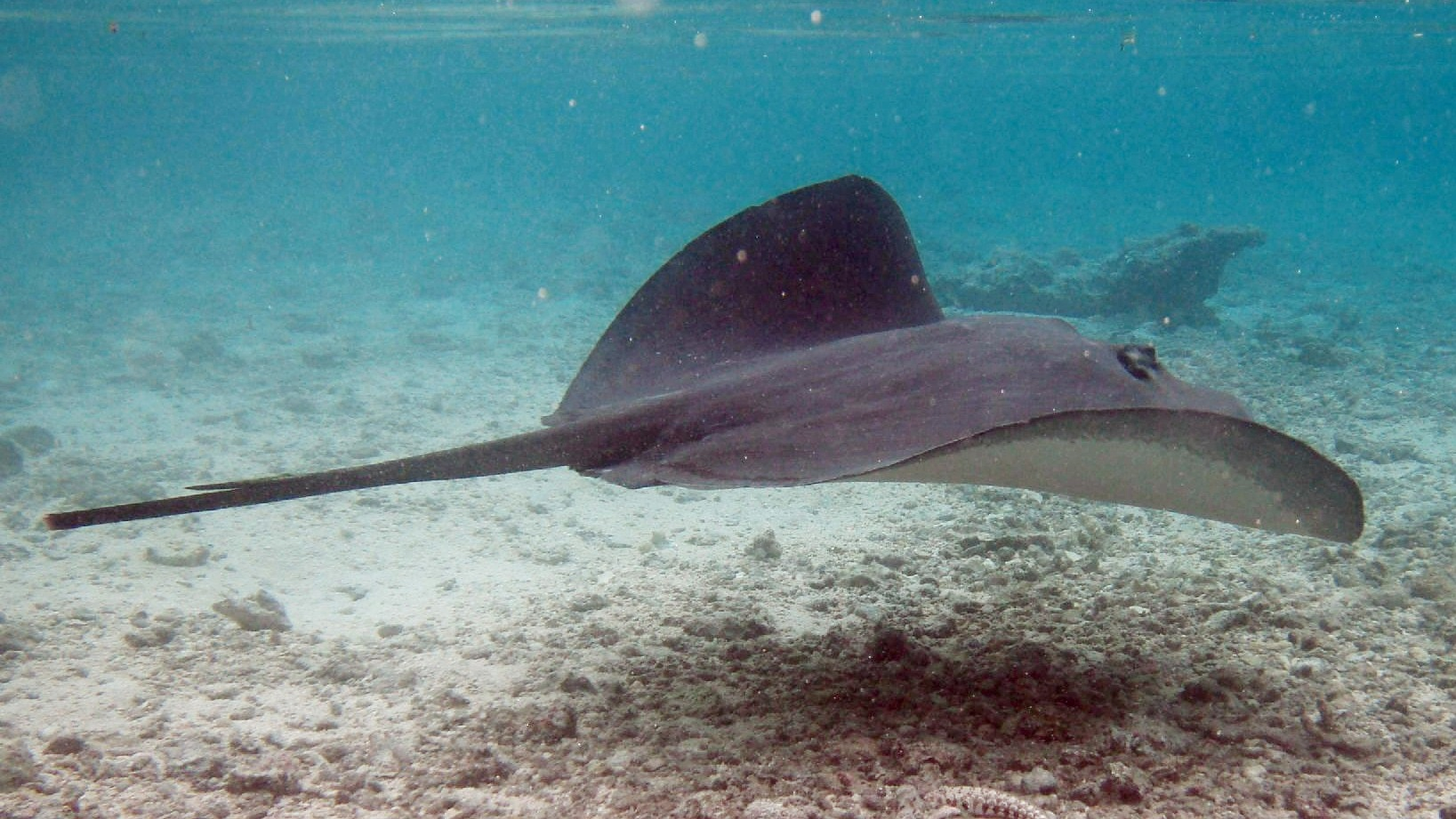
一様に灰色がかった体色と、棘の後ろが暗い色になることが特徴

体盤は菱形で中央部では厚く、幅は長さの1.1–1.2倍になる。体盤の両端は尖る。吻端は鈍角で、先端はわずかに突き出す。眼は小さくて左右に離れており、その後ろには大きな噴水孔がある。鼻孔は細長く、その間には短く幅広い鼻褶があり、鼻褶の後縁は細かい房状となる。口はかなり小さく、深い襞に囲まれる。下顎の中央には小さな切れ込みがある。口底には、中央に大きな、側面に小さな乳頭突起が1対ずつ存在する。歯は小さく敷石状に並んでいる。鰓裂は5対。腹鰭は小さく細い。
尾は極めて細長く、無傷であれば体盤の2倍以上の長さがある。鰭膜はなく、鋸歯のある棘が通常1本生える。成体では、眼の前方から尾端までの背面全体を小さく円い皮歯が覆う。背面の中心線上には小さく鋭い棘があるが、尾の付け根に最も密に生える。幼魚の体表は滑らかか、平たいハート型の皮歯に疎らに覆われる。体色は灰色から茶色がかったピンク色で、尾の棘より後ろは暗灰色から黒、腹側は一様に明るい色となる。体幅1.8 m、全長5 mまで成長する。重量は最大で19 kgの記録がある。

## 分布
Pateobatis jenkinsii と混同されているため正確な分布域は不明であるが、推定ではインド太平洋の熱帯海域に広く分布する。インド洋では南アフリカからオーストラリア北部にかけての全域で、2014年には紅海にも出現している。太平洋では、北はフィリピン・琉球列島・西表島から東はミクロネシア・マルキーズ諸島・サモアに至る様々な島々で見られる。

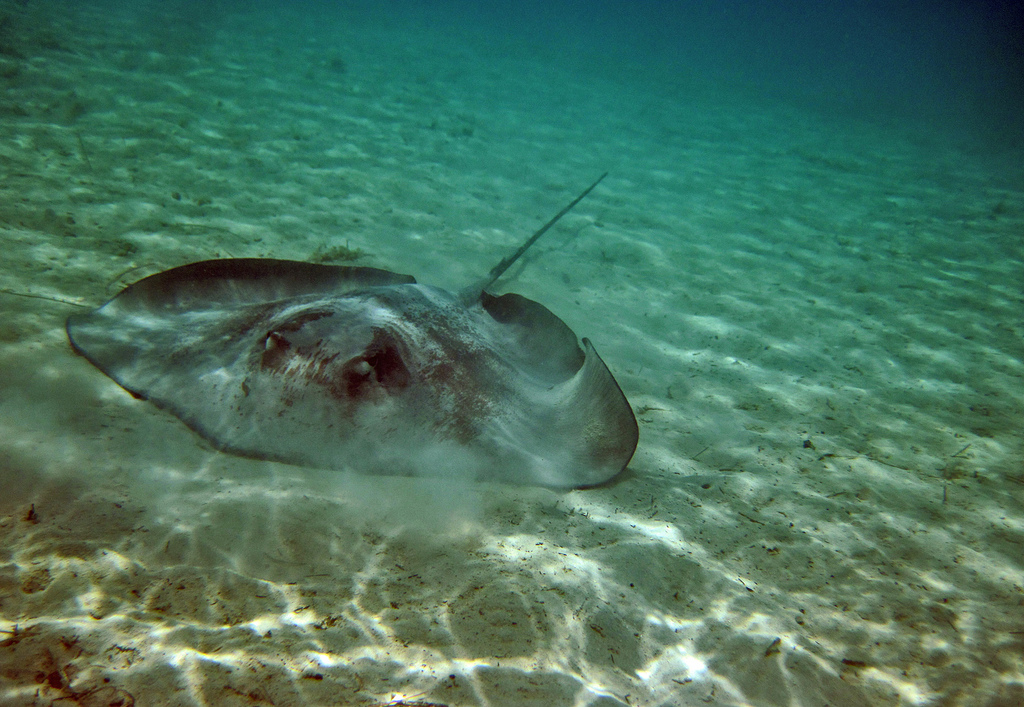
浅い砂地によく見られる

水深200 mからの記録があるが、通常は潮間帯から水深70 mまでの範囲で見られる。砂地やラグーンなどの柔らかい底質を好む底生魚であり、キーや環礁の近くでよく見られる。暖かい季節には岸に近づく傾向がある。ポリネシア諸島での遺伝子とテレメトリを用いた研究では、各個体は狭い範囲に留まる傾向があり、島の間での移動はかなり少ないことが明らかとなった。

## 生態

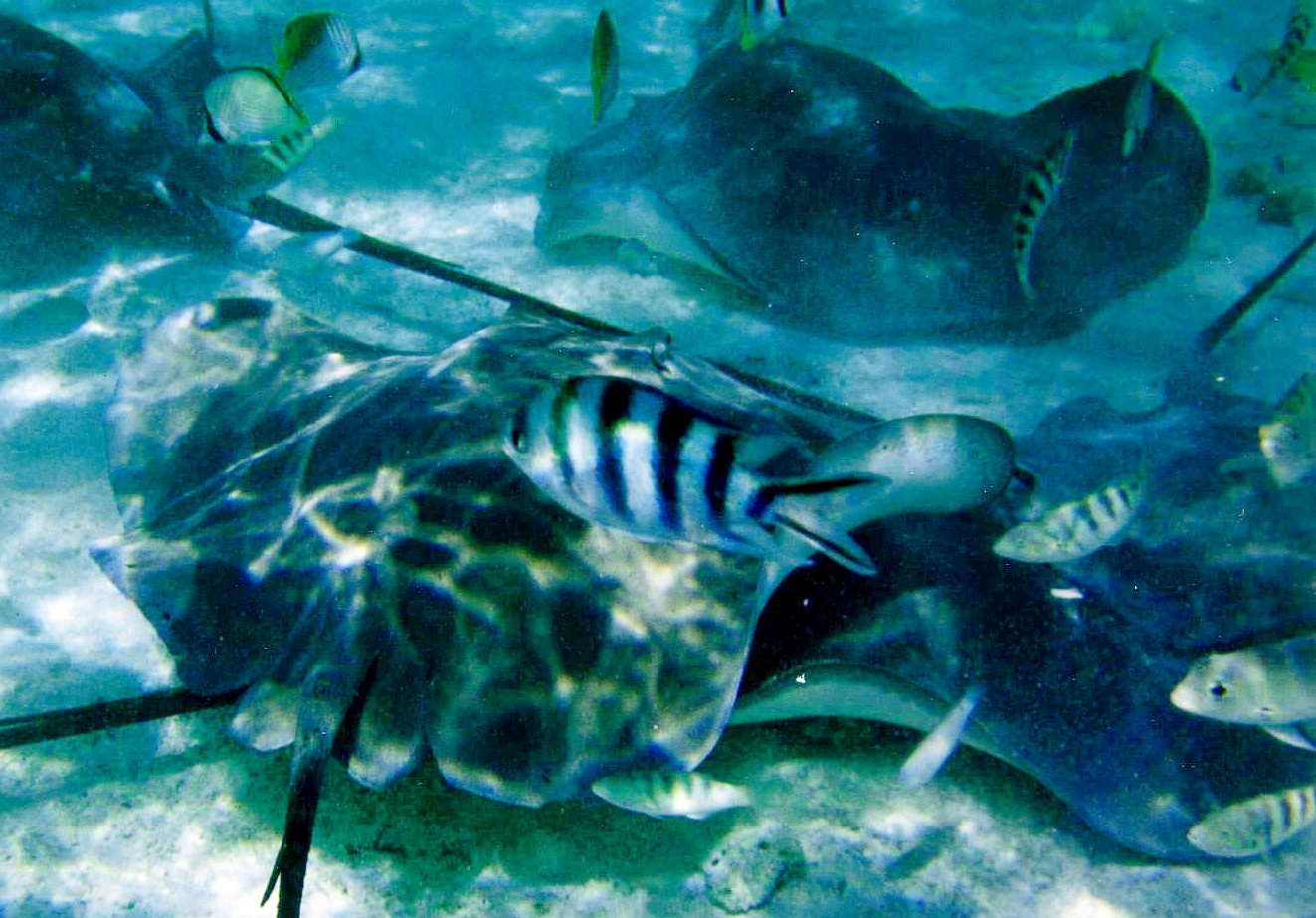
天然または人為的な要因でよく群れを作る

シャーク湾、グレートバリアリーフ、カロリン諸島のサンゴ礁や砂地において、小規模から大規模な群れが観察されている。休息時には、他種個体も交えて10個体程度が積み重なることがある。ニンガルー・リーフでは大型のエイの上に"乗って"移動する姿も観察されている。餌は主に十脚目の甲殻類だが、頭足類や真骨類も捕食する。シャーク湾では全ての成長段階において、クルマエビ科が餌の大部分を占めていた。フランス領ポリネシアのランギロア環礁では夜間に浅瀬で大きな群れを作り摂餌することが知られているが、モーレア島では広い行動範囲を持ち単独で摂餌する傾向がある。
他のアカエイ類のように無胎盤性胎生で、胎児は子宮内の特殊な構造から分泌される組織栄養（子宮乳）で育つ。出生時の全長は55-60 cm。シャーク湾は本種の成育場となっている可能性がある。雄は体幅1.1-1.2 mで性成熟するが、雌が性成熟する大きさは不明である。寄生虫としては単生類の Heterocotyle capricornensis、Monocotyle helicophallus、Monocotyle spiremae、Monocotyle youngi、Merizocotyle australensis、Neoentobdella parvitesticulata、Trimusculotrema heronensis、条虫の Prochristianella spinulifera、ウミクワガタ類の Gnathia grandilaris等が知られる。

## 人との関わり
人間に積極的に危害を加えることはないが、毒棘を持つため漁網内で暴れる個体を取り扱うことは難しく、漁獲された他の魚種を処理する前に船外に投棄される。インドネシアやマレーシアを始めとする分布域全域の沿岸漁業において、底引網、刺し網、地引網、（数は少ないが）延縄等によって定常的に混獲されていると思われる。利用する場合には肉、皮、軟骨が利用される。東南アジアでは漁獲圧が強い上にほぼ規制がなく、本種はより小型の近縁種に比べ繁殖力が低いため個体数が減少しやすい可能性がある。アラフラ海の個体群は、インドネシアにおけるトンガリサカタザメ類 (Rhynchobatus) を標的とした漁業や、オーストラリアの海域で違法操業するインドネシアの漁業者に特に強く影響を受けていると考えられる。本種はオーストラリア北部のエビ漁業 (Northern Prawn Fishery, NPF) においても混獲されるが、ウミガメ除去装置や混獲防除装置 (BRDs) の使用が義務化された2000年以降の混獲量は急減しているようである。
モルディブやフランス領ポリネシアではエコツーリズムに用いられており、餌に集まる姿が多くの観光客を惹きつけている。モルディブ政府は1995年以降、エイに由来する製品の輸出を禁止することでエコツーリズムの保全対策を取っている。2005年においてエイによるエコツーリズムはモーレア島に50万ユーロ以上の収益をもたらしたが、2008年の研究では、人為的にエイの生息密度を高めたことによる同種間の噛みつきや、餌場を通る船舶との衝突による負傷などのエイに対する負の影響も明らかとなっている。過去にIUCNは保全状況を低危険種としていたが、現在は危急種と評価している。本種は広い分布域を持つため、オーストラリア北部のように手厚い保護を受けている地域がある一方で、東南アジアのように大量に漁獲されている地域も存在する。